# Xã Blissville, Quận Jefferson, Illinois
Xã Blissville (tiếng Anh: Blissville Township) là một xã thuộc quận Jefferson, tiểu bang Illinois, Hoa Kỳ. Năm 2010, dân số của xã này là 404 người.